# Sistema Iberico
Il Sistema Iberico è una catena montuosa di altitudine media che delimita la Meseta della Spagna. Alcune delle sue cime più importanti sono il Moncayo (2.313 m), la sua vetta più alta, il monte San Lorenzo (2.262 m), i Picos de Urbión (2.228 m), il picco di Javalambre (2.020 m) o quello di Peñarroya (2.024 m). Hanno qui le loro sorgenti fiumi come il Duero, il Tago, il Turia, il Júcar o il Cabriel.
Il Sistema Iberico separa la meseta centrale dalla depressione dell'Ebro, caratterizzando entrambi i climi.

## Descrizione
È un sistema montuoso spagnolo che si estende in direzione nordovest-sudest tra la depressione dell'Ebro e la Meseta per oltre 500 km, dal corridoio di La Bureba, nella provincia di Burgos, a breve distanza dalla Cordigliera Cantabrica, fino in prossimità del Mediterraneo, nella provincia di Valencia.
Per la sua posizione geografica, costituisce un importante spartiacque tra il bacino del fiume Ebro e quelli dei fiumi Duero, Tago, Guadiana (Záncara-Cigüela), Júcar e Turia.
Nel suo complesso è costituito da una serie di catene montuose, massicci e depressioni di composizione litologica e struttura diverse, spesso isolate, che interrompono la continuità del sistema, e che si allacciano l'una all'altra attraverso altopiani.
All'estremo est, nella Comunità autonoma di La Rioja e nella comunità autonoma di Castilla y León si alzano bruscamente le sierras de la Demanda, che culminano nella sierra de San Lorenzo (2.262 m), e il Picco de Urbión (2.228 m).

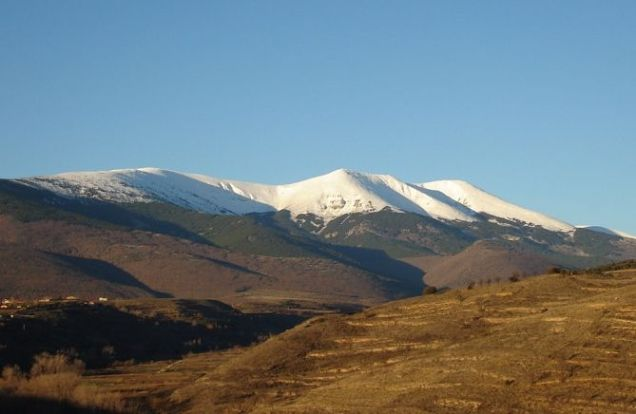
Vista del Moncayo da Alcalá

Le sierras di Urbión, con quelle di Neila, Cebollera (2.159 m) e Alba, formano l'estremità del Duero. Continuano successivamente, ora in direzione sud-est, le piccole sierras di Almuerzo e Madero, in provincia di Soria, che si allacciano con la sierra del Moncayo, dove si trova la maggiore cima di tutto il Sistema Iberico, con 2.316 m.
Nella zona centrale si apre la Depressione Iberica, il cui settore più definito corrisponde alla fossa Calatayud-Teruel. È attraversata longitudinalmente dai fiumi Turia e Jiloca, e trasversalmente dal Jalón.
Dal Jalón, il Sistema si divide in due linee di monti, una parallela alla Meseta e un'altra parallela al fiume Ebro.
La linea interna, cioè quella parallela alla Meseta, inizia con la sierra de Solorio, segue con la sierra Ministra, che si allaccia con il Sistema Centrale, e continua fino al Sud tramite le regioni desertiche di Molina, le sierras de Menera e di Albarracín, e i Monti Universali. Questa linea termina nella Sierra de Javalambre (2.020 m), in provincia di Teruel, e nella sierra valenciana. Dai Monti Universali ha origine la Serrania di Cuenca.
Invece, la linea esterna, quella della depressione dell'Ebro, comincia con le sierras di Vicort e Algairén, in provincia di Saragozza, e continua con quella di Sant Just, Cucalón e Gúdar (2.024 m, nel picco Peñarroya), in provincia di Teruel; in provincia di Castellón si erge il Maestrazgo. Le ultime cime sono Peñagolosa (1.813 m), che si allaccia con la cordigliera catalana, Javalambre, Espina, Espadán e Sabinar.
Geologicamente il Sistema Iberico è costituito da una copertura di materiali mesozoici, che va dal Triassico al Cretacico, depositati sopra lo zoccolo paleozoico. Nel suo ramo meridionale esistono piccoli affioramenti di rocce vulcaniche che sono legate con le faglie che spingono progressivamente la cordigliera nel mar Mediterraneo. Uno di questi affioramenti è il serpente basaltico della città valenciana di Cofrentes, conosciuto come cima del Castillo; altri corrispondono con le Isole Columbretes, situate a ovest di Castellón de la Plana.
In questo sistema sono frequenti i fenomeni carsici, le torce di Cuenca, la Celadas de Cella, in provincia di Teruel, e la Ciudad Encantada di Cuenca.